# Micrurus clarki
Micrurus clarki este o specie de șerpi din genul Micrurus, familia Elapidae, descrisă de Schmidt 1936. Conform Catalogue of Life specia Micrurus clarki nu are subspecii cunoscute.